# Дује Крстуловић
Дује Крстуловић (рођен 5. фебруара 1953. у Сплиту) је бивши југословенски и хрватски кошаркаш. Играчку каријеру је провео у екипи Југопластике.
Са репрезентацијом Југославије је освојио златне медаље на Олимпијским играма 1980., на Светском првенству 1978. и на Европском првенству 1977. Такође је освојио бронзану медаљу на Европском првенству 1979.